# Şeref Çokşeker
Şeref Çokşeker (bürgerlich Meral Çokşeker; * 14. August 1937 in Istanbul; † 29. September 2004 ebenda) war eine türkische Schauspielerin.

## Leben und Karriere
Çokşeker wurde am 14. August 1937 in Istanbul geboren. Sie begann ihre Schauspielkarriere 1971 mit einer Rolle im Film Yalnız Değiliz. Außerdem trat sie in zahlreichen türkischen Filmen der 1970er und 1980er Jahre auf, darunter populäre Produktionen wie Tokatçı, Umudumuz Şaban und Şaşkın Damat.
Ihr letzter Film war Yağ Yağmur. Später zog sich Çokşeker aus der Filmbranche zurück. Am 29. September 2004 starb sie im Alter von 67 Jahren.

## Filmografie (Auswahl)
- 1971: Yalnız Değiliz
- 1972: Kartallar
- 1973: Bitirimler Sosyetede
- 1974: Babayiğit
- 1978: Kara Murat Devler Savaşıyor
- 1979: Kadersizler
- 1983: Gazap Rüzgârı
- 1985: Kaderi Zorlama
- 1989: İsa, Musa, Meryem
- 1989: Bir Aşk Bin Günah
- 1990: Yağ Yağmur